# Петти, Джон, 2-й маркиз Лансдаун
Джон Генри Петти, граф Уиком, 2-й маркиз Лансдаун (англ. John Petty, 2nd Marquess of Lansdowne; 6 декабря 1765 — 15 ноября 1809) — британский дворянин и политик-виг. Был известен как виконт Фицморис с 1765 по 1784 год и граф Уиком с 1784 по 1805 год.
В Ирландии он подозревался в соучастии в республиканском заговоре. В 1786 году его отец, бывший премьер-министр Великобритании лорд Шелберн, обеспечил ему английское место в Палате общин. После того, как виконт стал свидетелем революционных событий в Париже, он начал создавать  репутацию сторонника реформ, критикуя войну с Францией и подавление демократической агитации у себя дома. В 1797 году он вернулся в поместья своего отца в Ирландии, где его под надзор правительства. После ирландского восстания 1798 года его видели в компании Роберта Эммета и его сообщников, и ирландская администрация подозревала его в причастности к планам восстания в Дублине в 1803 году. Секретарь (министр) по делам Ирландии Уильям Уикхем заверил его в частном порядке в своей симпатии к Эммету и его делу, и дал ему свободу действий. Петти в тяжелом состоянии удалился в Англию, где, получил титул своего отца, маркиза Лансдауна, иумер в возрасте 43 лет.

## Биография
Родился 6 декабря 1765 года. Единственный сын Уильяма Петти Фицмориса, 1-го маркиза Лансдауна (1737—1805), и его первой жены, леди Софии Картерет (1745—1771). В июле 1785 года он окончил колледж Крайст-черч в Оксфордском университете, получив степень магистра искусств.
Его отец, граф Шелберн, был премьер-министром Великобритании, который в 1782 году независимость Соединенных Штатов в 1783 году.
После того как его отец был включен в состав Палаты лордов Великобритании, Джон Генри Петти (теперь с титулом учтивости — граф Уиком) был избран в Палату общин от "карманного местечка" , Чиппинг-Уикома (1786—1802). В то время как он призывал своего сына «принимать мужественное участие в политике, будь то аристократ или демократ», Петти был разочарован его продолжающейся зависимостью от благосклонности отца . С 1791 года он отправился  сначала в новую американскую республику, а затем в Париж, где стал свидетелем свержения монархии.
Он начал завоевывать независимую репутацию по возвращении в конце 1792 года, присоединившись к Чарльзу Фоксу в качестве откровенного критика бывшего протеже своего отца, Уильяма Питта, ныне премьер-министра тори. Отвергая разговоры о надвигающемся восстании, он осуждал подавление правительством демократической агитации. Он решительно согласился с предложением провести расследование в отношении соответствующих радикальных обществ, но заявил, что «очень склонен защищать тех, кто желает проведения парламентской реформы».
Ссылаясь на плохое здоровье, Джон Генри Петти снова уехал в 1794 году, путешествуя в течение трех лет по Италии и Швейцарии. В 1797 году он вернулся на встречу со своим отцом, которого, как он позже заметил, в его жизни «почти не было ошибки или несчастья», которых он не заметил. Было решено, что он должен обследовать семейные поместья в Ирландии с целью достижения подходящего переселения собственности и покинул Англию в конце апреля. В своих последних выступлениях в Палате общин он обвинял министерскую политику с начала войны и призывал к примирительной политике по отношению к Ирландии. Он не должен был появляться в палате, но оставил свое место там  только после роспуска парламента 1802 года.

## Участник заговора Эммета
Джон Генри Петти обосновался в Сандимаунте, недалеко от Дублина. Оттуда в течение следующих пяти лет он держал Фокса и британских вигов в курсе дел в Ирландии. Среди его источников были Объединенные ирландцы. Отчаявшись от возможности парламентской реформы в Ирландии и в надежде на помощь Франции, под руководством Эдварда Фицджеральда, потомка другой ведущей англо-ирландской семьи, они готовили республиканское восстание. Таковы были ассоциации Петти, что, по одной из версий, «правительство сочло необходимым сообщить его светлости, что, если он не покинет Ирландию, его возьмут под арест». Несмотря на угрозу, Петти остался.
Генри Вассалл-Фоксу, лорду Холланду, Джон Генри Петти сообщил о военном положении террора, ознаменовавшем подавление восстаний в Ирландии летом 1798 года: грабежи, порки и казни. По дороге в Дублин он был обстрелян солдатом .
Петти был одним из тех «респектабельных людей», которые, как отмечает ранний историк Объединённых ирландцев Ричард Мэдден,которые впоследствии попали под «обычную силу восхищения», проявленную Робертом Эмметом. Эммет создал новое объединённое ирландское руководство и возобновлял контакты не только с Парижем, но также  с радикальными группами в Великобритании . Джеймс Хоуп, один из главных помощников Эммета, вспоминает, как видел Петти («Уикома») на складе оружия повстанцев на Маршалл-лейн в Дублине и не сомневался, что Петти «был причастен к планам восстания, пока они действовали у [оружия] депо на Томас-стрит». 
После подавленного восстания, Петти предложил Джеймсу Хоупу помочь бежать из страны, поскольку он не чувствовал себя вне опасности. 10 декабря 1803 года он писал секретарю по делам  Ирландии Уильяму Уикхему о том,  был ли выдан ордер на арест на его имя, и с облегчением обнаружил, что это «совершенно необоснованно». Фрэнсис Хиггинс был полон решимости разоблачить Петти как тайного предателя, сообщив Уикхему, что, хотя на пике популярности Петти стал «робким и отступил», он «глубоко проник в яд заговора» . Уикхем, возможно, считал невежливым преследовать сына и наследника бывшего британского премьер-министра на основании ограниченных доказательств, но у главного секретаря были свои симпатии.  Друзьям он заявил, что если бы он был ирландцем, он «несомненно должен был бы присоединиться» к Эммету, убежденный, что целью было спасти Ирландию от «состояния депрессии и унижения».

## Последние годы
Вернувшись в Великобританию, Джон Генри Петти наследовал своему отцу как второй маркиз Лансдаун 7 мая 1805 года. Сразу же он женился на своей последней любовнице, Марии Арабелле Гиффорд (урожденной Мэддок) (? — 24 апреля 1833), дочери преподобного Хинтона Мэддокса и вдовы герцога Гиффорда из замка Джордан, графство Мит. У них не было детей. Петти провел свои последние годы в Саутгемптоне, где он предложил правительству, теперь столкнувшемуся с растущей империей Наполеона, свою поддержку .
С 1797 года и до своей смерти Джон Генри Петти поддерживал регулярную переписку с Фрэнсис Стюарт, маркизой Лондондерри. Она была дочерью Чарльза Пратта, 1-го графа Кэмдена, который служил в правительстве его отца; и сестрой вице-короля в Дублине, 1-го маркиза Кэмдена, Джона Пратта; и по её собственному рассказу (написанному её подруге, объединённой ирландке Джейн Грег) «республиканской графиней». Редкие письма к леди Фрэнсис показывают, что он продолжал критиковать политику правительства в Ирландии, в том числе Акт об унии (который её приемный сын, лорд Каслри, помог продвинуть в Ирландском парламенте в 1800 году); об учреждении англиканской церкви с её десятиной, взимаемой поверх арендной платы; о «британской тирании в судоходстве»; и о религии («плохая замена здравому смыслу»).
43-летний Джон Генри Петти, 2-й маркиз Лансдаун, скончался 15 ноября 1809 года на Беркли-сквер, Лондон. Он был похоронен 23 ноября 1809 года в Паддингтоне, Лондон. Ему наследовал его младший сводный брат, Генри Петти-Фицморис, 3-й маркиз Лансдаун.